# Бавовництво у США
Виробництво бавовни є важливим економічним фактором в Сполучених Штатах, так як країна є світовим лідером в бавовняному експортуванні. Сполучені Штати посідають третє місце у виробництві бавовни, після Китаю та Індії. Майже все зростання і виробництво бавовняного волокна відбувається в південних та західних штатах, переважно у  Техасі, Каліфорнії, Аризоні, Міссісіпі, Арканзасі та Луїзіані. Більше 99 відсотків бавовни, вирощеної в США, складаються з сортів високогірних рослин, а решта — з американської Піми. У Сполучених Штатах, виробництво бавовни щороку приносить прибуток у 25 мільярдів доларів, забезпечуючи роботою понад 200 тисяч чоловік на противагу зростанню сорока мільярдів фунтів на рік з 77 мільйонів акрів землі, що охоплюють понад вісімдесят країн. За даними останньої оцінки виробництва бавовни у 2012 році в США було виготовлено 17,31 мільйона тюків з  для Китаю та Індії відповідно — 35 та 26,5 мільйонів тюків.
Раннє бавовництво в США є синонімом до історії рабства в Сполучених Штатах. До кінця 1920-х рр. близько дві третини усіх афро-американських орендаторів та майже три чверті фермерів працювали на бавовняних фермах, а дві з трьох жінок із чорношкірих землевласницьких сімей брали участь у виробництві бавовни. Бавовняне господарство було однією з основних сфер расистської напруженості в її історії, де багато білих висловили занепокоєння з приводу масового використання чорношкірих в промисловості та різкого зростання чорношкірих землевласників. Південні чорношкірі чорноземи стикаються з дискримінацією в основному з півночі, та чорношкірими фермерами організовувались часті страйки. Незважаючи на те, що промисловість сильно постраждала від падіння цін та шкідників на початку 1920-х років, основною причиною, безумовно, є механізація сільського господарства, пояснюючи, чому багато чорношкірих переселилися в північноамериканські міста у 1940 - 1950-х роках під час "Великої міграції" як механізації сільського господарства був введений, залишивши багато безробітних. Компанія "Hopson Planting" виготовила перший врожай бавовни, який повністю висаджувався, збирався та заправлявся машинами у 1944 році.
| Прапор США | Це незавершена стаття про Сполучені Штати Америки. Ви можете допомогти проєкту, виправивши або дописавши її. |